# Stadler Rail
«Stadler Rail AG» — швейцарська компанія, що спеціалізується на  виробництві залізничного та міського рейкового транспорту — високошвидкісні, міжміські, регіональні та приміські поїзди, рухомий склад метрополітену, трамваї. Заснована 1942 року, штаб-квартира в місті Бусснанг.

## Загальна інформація
У компанії працює понад 8500 співробітників і понад 50 відділень сервісу.

## Історія

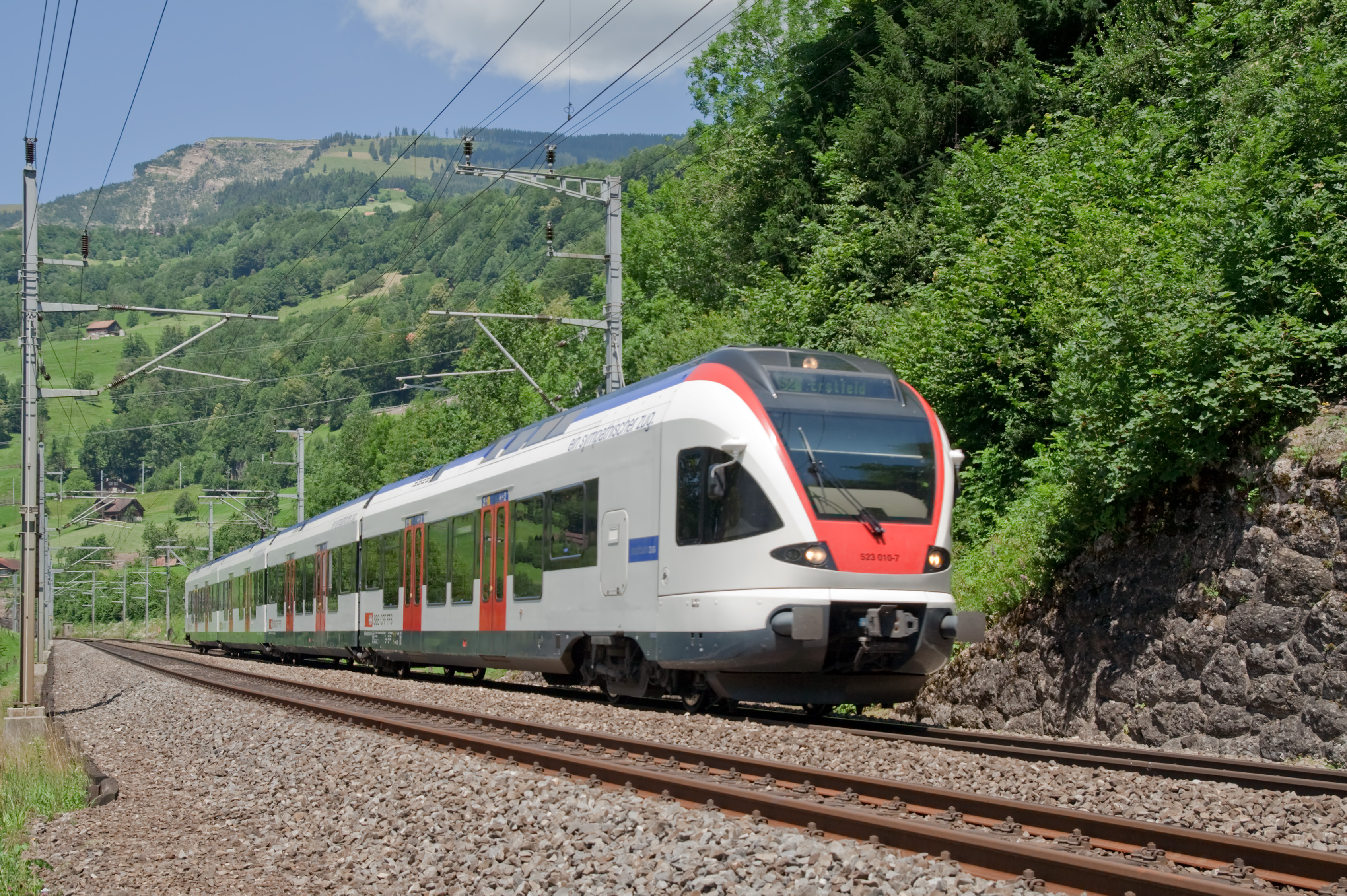
Електропоїзд виробництва Stadler Rail AG

1942 року Ернст Штадлер заснував інженерне бюро Цюрих Штадлер, яке в 1945 році розпочало виробництво батарей та маневрових локомотивів.
У 1962 році компанія побудувала актовий зал в місті Бусснанг, де нині розташована її штаб-квартира.
У 1976 році компанія змінила назву на Stadler Fahrzeuge AG, а з 1984 року розпочалось виробництво рейкових транспортних засобів для перевезення пасажирів.
1989 року компанія змінила назву на PCS Holding.
У 1994 році компанія PCS Holding AG змінила назву на сучасну — Stadler Rail AG.

## Заводи

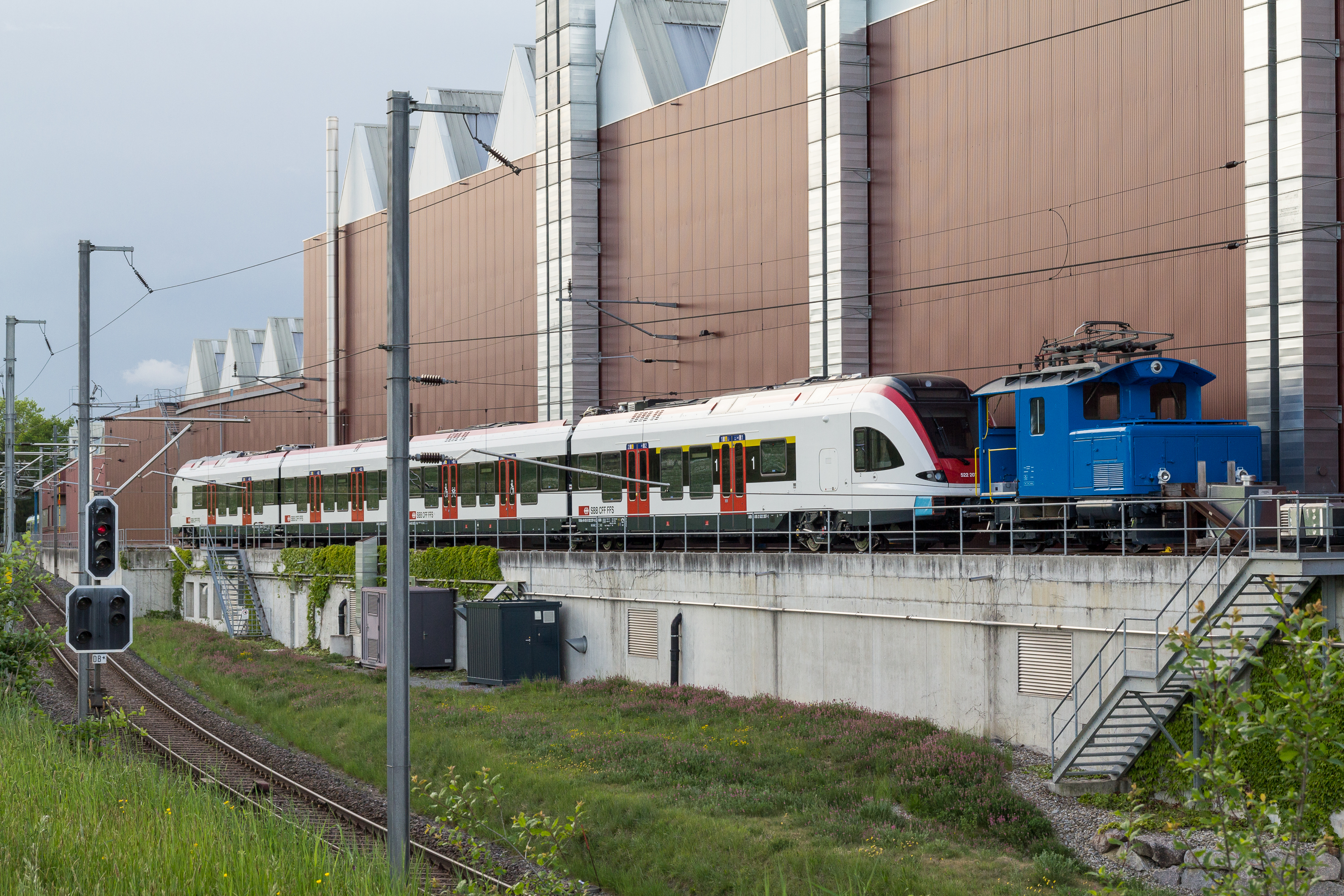
Новий поїзд на заводі Stadler Bussnang

Stadler Bussnang AG:
- Бусснанг (Швейцарія) — перший завод (з 1962 року).

Stadler Altenrhein AG:
- Альтенрейн (Швейцарія) — придбаний у 1997 році у Schindler Group.

Stadler Pankow GmBH:
- Панков, Берлін (Німеччина) — придбаний у 2000—2001 роках в Adtranz.

Stadler Stahlguss AG:
- Біль/Б'єнн (Швейцарія) — придбаний 2004 року на аукціоні.

Stadler Polska Sp. Z oo:
- Седльці (Польща) — 2007, придбаний Stadler Polska у 2007 році.

Stadler Weiden GmbH:
- Вайден-ін-дер-Оберпфальц — з 4 січня 2005 року.

Stadler Winterthur AG:
- Вінтертур (CH) — колишній WinPro AG (колишній швейцарський локомотивний завод), придбаний 7 вересня 2005 року.

Stadler Minsk:
- Фаніполь (Білорусь) — відкритий 2014 року.
  - завод відкритий у Фаніполі, який постачав залізничний рухомий склад переважно до країн СНД. У листопаді 2019 року Азербайджанська залізниця замовила у «Stadler» 4 дизель-поїзди та 6 електропоїздів Flirt, які збирали саме на цьому заводі;
  - 29 листопада 2022 року швейцарська компанія «Stadler Rail», через накладені санкції на Білорусь, у зв'язку з підтримкою російського вторгнення в Україну, перемістила виробництво поїздів Flirt, що будувалися для Азербайджанської залізниці, із заводу у Фаніполі до  міста Седльці (Польща). Після початку російського вторгнення в Україну «Укрзалізниця» закликала компанію «Stadler» припинити діяльність у Росії та Білорусі[3].

Stadler US Inc.:
- Солт-Лейк-Сіті (штат Юта, США) — з 2015 року.

Stadler Valencia SAU:
- Албуйшек (Валенсія, Іспанія) — підрозділ колишнього залізничного дивізіону Vossloh (колишнє підприємство MACOSA компанії Alstom), придбане 2015 року.

- Крайова (Румунія) — спільне підприємство Electroputere з виробництва обладнання для рухомого складу (з 2019 року).

PT Stadler INKA Indonesia
- Баньювангі (Індонезія) — спільне підприємство з PT INKA, у стадії будівництва[4].

## Продукція

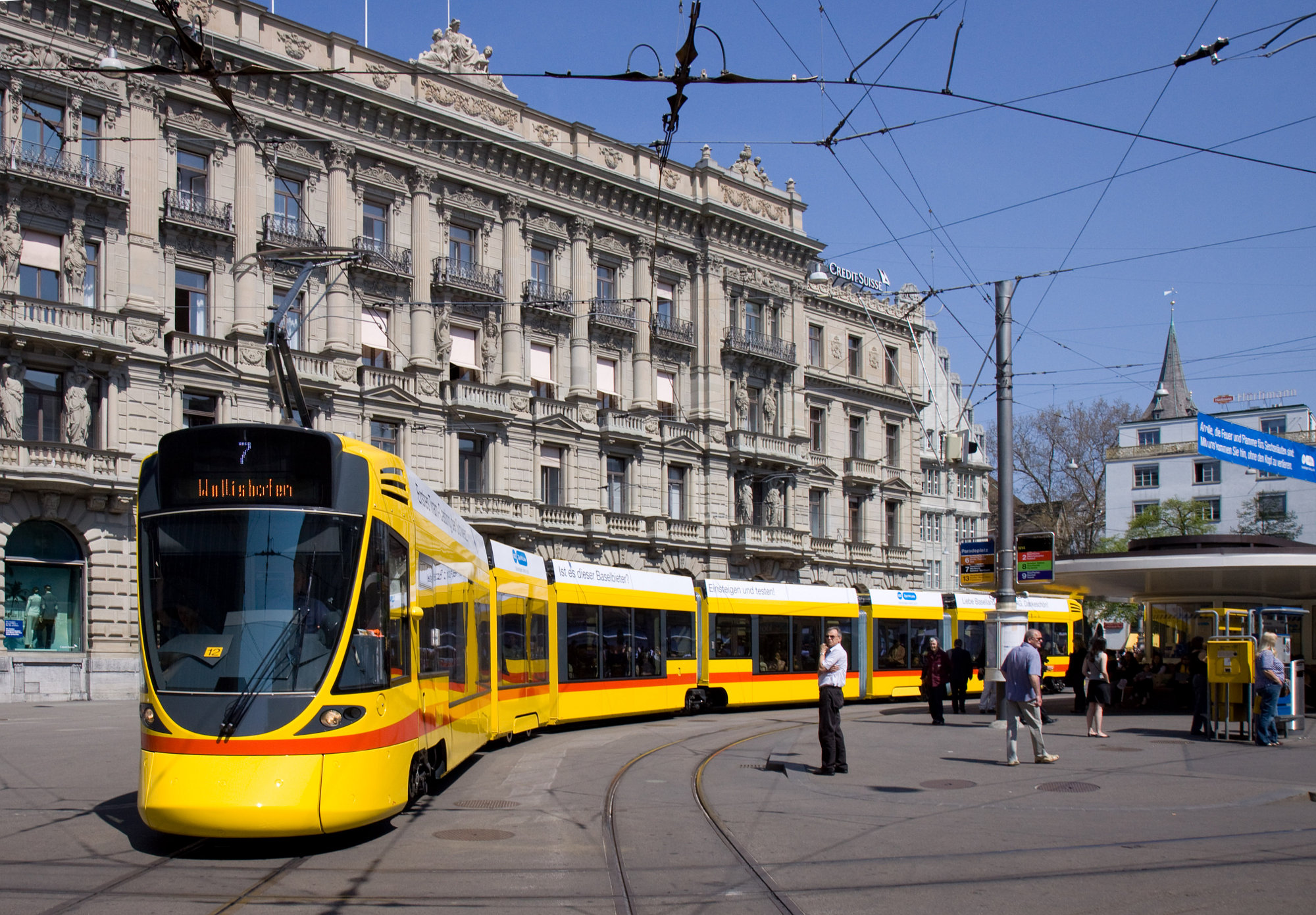
Трамвай Tango в Цюриху, що використовувався для тестування та реклами. Нині трамваї обслуговують лінії № 10 та № 11 міста Базель

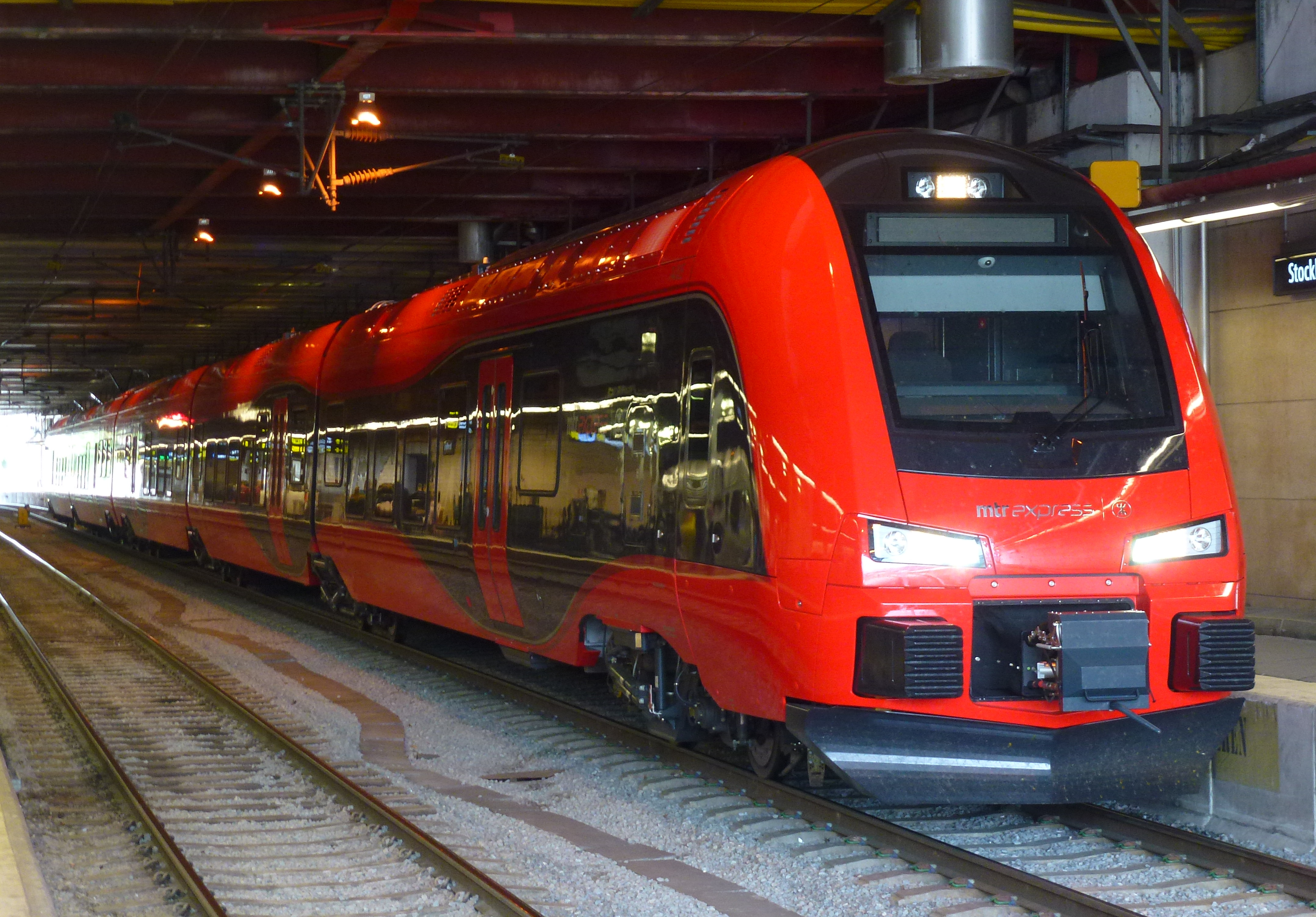
MTRX X74

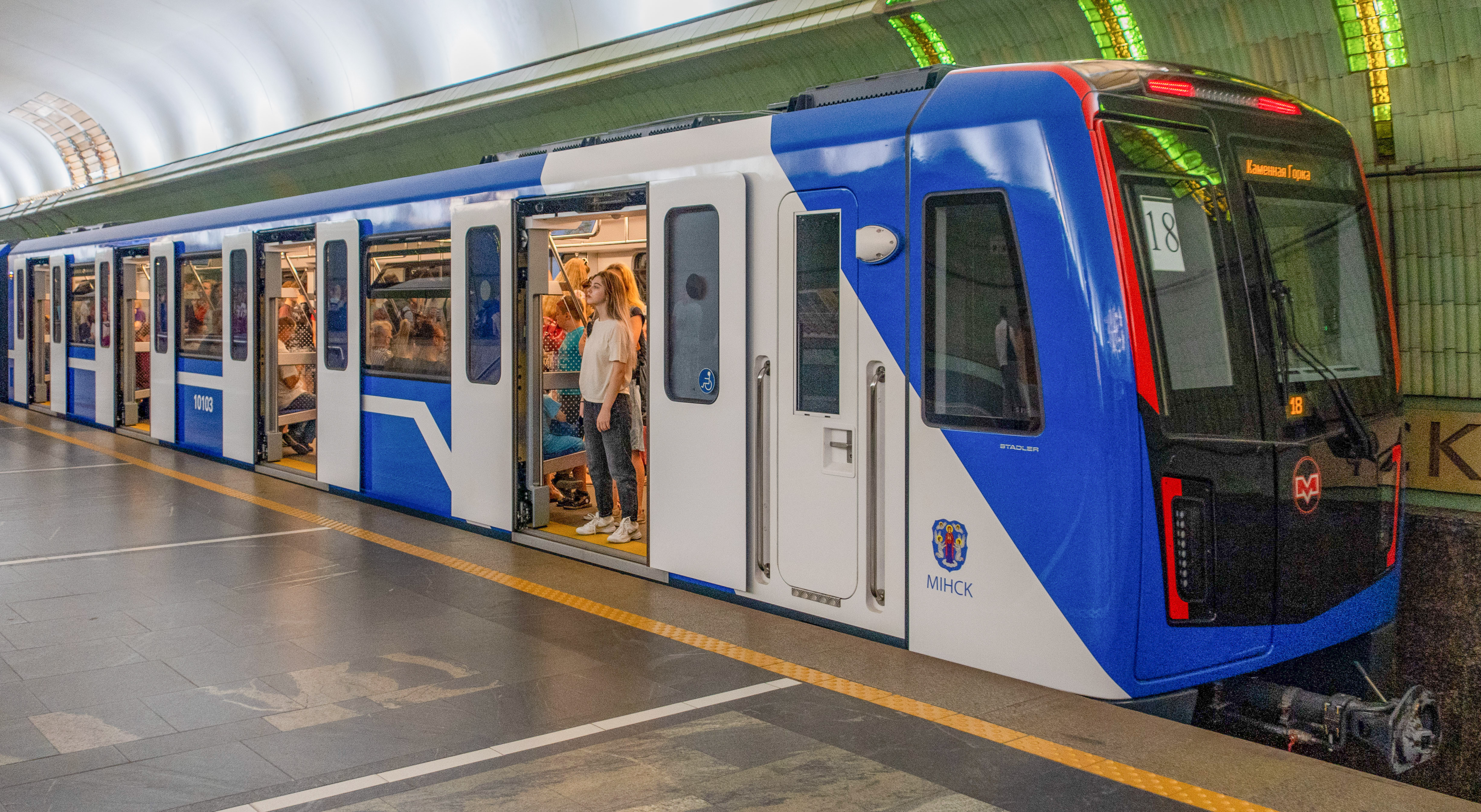
Stadler M110/M111 у Мінському метрополітені

Stadler реалізує модельний транспорт:
- Stadler EC250  (SMILE) — високошвидкісний електропоїзд.
- Stadler FLIRT —  електропоїзд,[5] дизельний, дворежимний або водневий[6] рухомий склад.[7].
- Stadler GTW — зчленований вагон[5].
- Stadler KISS —  дворівневий моторовагонний рухомий склад[8].
- Stadler Regio-Shuttle — рейковий автобус[5].
- Stadler WINK —  дизель-акумуляторний або електроакумуляторний поїзд[9]
- Stadler SPATZ —  вузькоколійний вагон із панорамними вікнами[5].
- Stadler Tango — високо- або частково низькопідлоговий трамвай[10].
- Stadler Variobahn — повністю низькопідлоговий трамвай[11].
- Stadler METRO — електропоїзд для міських систем швидкісного транспорту[12]. Нині використовується на лініях Berlin U-Bahn як BVG Class IK і як серії M110/M111 для мінського метрополітену. У майбутніх замовленнях є виробництво безпілотного рухомого складу метрополітену для Глазго[13][14][15][16] the Class 777 електропоїзди для Merseyrail, Ліверпуль[17][18]. Вагони CQ400 для мережі MARTA Атланти та Джорджії[19] та поїзди Class 555 для метрополітену Тайн-енд-Віру[20].

У 2016 році, з моменту придбання Vossloh España, компанія Stadler Rail додатково виробляла продукцію:
- Stadler Citylink — трамвай-поїзд, що експлуатується в Німеччині, Іспанії та Великій Британії (Sheffield Supertram Class 399).
- Stadler Euro —  дизель-електричний локомотив, збудований для європейського ринку.
  - Stadler Eurolight — полегшений варіант для Великої Британії (British Rail Class 68).
  - Stadler Euro Dual — дизель-електричний варіант для Великої Британії (British Rail Class 88).

Stadler також побудував декілька поїздів для конкретних клієнтів, у деяких випадках включаючи елементи їх стандартних конструкцій:
- Stadler NExT — індивідуальне виробництво для Regionalverkehr Bern-Solothurn (Швейцарія).
- Stadler Allegra — індивідуальне виробництво для Ретійської залізниці (Швейцарія).
- Stadler Capricorn — ще одне замовлення для Ретійської залізниці[21].
- SBB-CFF-FFS Ee 922 — маневровий електровоз, побудований для Швейцарських федеральних залізниць.
- SBB-CFF-FFS Eem 923 — гібридний електродизельний маневровий локомотив, збудований для Швейцарських федеральних залізниць.
- Напівмодульний легкорейковий рухомий склад для Форхбан та Трогенербан (Швейцарія)[5][22].
- Рухомий склад для зубчастих залізниць — Венгернальпбан, Юнгфраубан та Роршах-Гайден-бан у Швейцарії, залізниці Монтсеррат та залізниці Валль-де-Нурія в Іспанії, а також залізниця Діакоптон-Калаврита в Греції, залізниця Пайкс-Пік[en] в США, залізниця Корковаду в Бразилії[23]
- Stadler He 4/4 для бразильської компанії MRS Logística, найпотужніший зубчастий локомотив у світі[24][25].
- Поки що ще не мають назву дворівневі вагони для Rocky Mountaineer. За конструкцією вагони будуть схожі на Colorado Railcar Ultra Dome[26].
- Трамвай Stadler Metelitsa для Острави[27].
- DBAG Class 483/484 для Berlin S-Bahn (спільно з Siemens Mobility).
- New Zealand Stadler locomotive для KiwiRail у міста Нова[28].

## Проєкт «City Express»

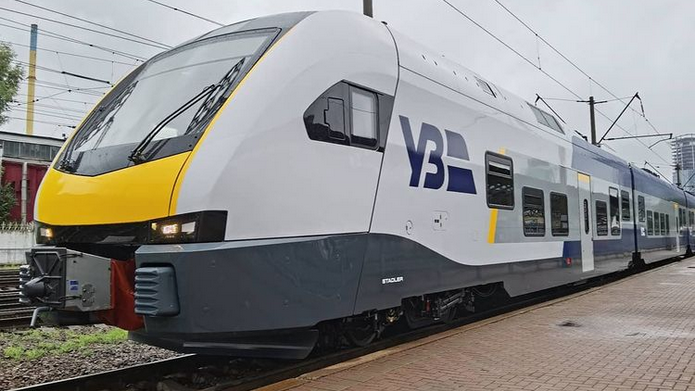
Stadler FLIRT в Україні

22 лютого 2021 року, під час свого виступу в рамках всеукраїнського форуму «Україна 30. Інфраструктура» Президент України Володимир Зеленський анонсував проєкт «City Express», який передбачає новий рівень міжміського сполучення.
Проєктом «Kyiv City Express» передбачено обслуговування 6 напрямків навколо Києва: Вишгородський, Богуславський (Трипілля, Кагарлик, Миронівка), Ніжинський (Бровари, Бобровиця, Носівка), Яготинський (Бориспіль, Березань), Узинський (Боярка, Вишневе, Васильків, Фастів I, Біла Церква) та Клавдієвський (Ірпінь, Буча, Ворзель, Немішаєве).
У подальших планах — реалізація «City Express» у Дніпрі та Харкові.
Проєкт призупинено через повномаштабне вторгнення РФ в Україну!